# August Rathmann
August Heinrich Karl Rathmann (* 3. Januar 1895 in Flintbek; † 5. Januar 1995 in Mönkeberg) war ein deutscher Jugendfunktionär, Autor und Politiker.

## Leben
Rathmann absolvierte eine Tischler-Lehre und arbeitete als solcher auch einige Jahre. Er diente als Soldat im 1. Weltkrieg. Er engagierte sich in der sozialdemokratischen Arbeiterjugend. 1919 wurde er Sekretär des Beigeordneten beim Regierungspräsidenten in Schleswig Eduard Adler. Politisch war Rathmann bis 1920 im Deutschen Schutzbund für Nordschleswig aktiv. Ferner war er im Hofgeismarer Kreis aktiv und trat hier auch publizistisch als Autor, Herausgeber sowie Redakteur, darunter für die Zeitschrift Neue Blätter für den Sozialismus, in Erscheinung. 1922 und 1923 war Rathmann in Bochum als Arbeitersekretär des Allgemeinen Deutschen Gewerkschaftsbunds tätig, ging dann nach Hamburg, wo er staatlich organisierte Abiturientenkurse besuchte und 1925 zum Studium ohne Reifezeugnis zugelassen wurde. Es schloss sich ein Studium der Rechtswissenschaften, Volkswirtschaft sowie Sozialwissenschaften an, das er in den Jahren 1926 bis 1929 an den Universitäten Hamburg, Kiel und München verfolgte. In den 1930er Jahren arbeitete er an der Zeitung Blick in die Zeit mit. Während des Zweiten Weltkriegs arbeitete Rathmann als ziviler Referent für die Holzwirtschaft in den Ostgebieten beim Oberkommando der Wehrmacht.
Rathmanns Doktorarbeit blieb unvollendet. Teile aus ihr wurde als Sonderbeilage der Mitteilungen des Beirats für Geschichte der Arbeiterbewegung und Demokratie in Schleswig-Holstein verteilt auf zehn Folgen veröffentlicht. 1954 wurde ihm durch Paul Tillich bescheinigt, dass er an der Universität Frankfurt zur Promotion zugelassen war. 1983 wurde seine Autobiografie durch das Bochumer Institut zur Geschichte der Arbeiterbewegung herausgegeben, Hans Mommsen verfasste hierzu eine Einleitung. Die Veröffentlichung wurde mit dem Literaturpreis Das politische Buch geehrt. In den frühen 1950er Jahren gab er Tillichs In der Tiefe ist Wahrheit in deutschsprachiger Übersetzung heraus. Rathmann und Tillich waren ab Oktober 1931 auch die Herausgeber der Neuen Blätter für den Sozialismus gewesen, Rathmann seit 1930 ihr Schriftleiter. Rathmann hatte seit Mitte der 1920er Jahre versucht, eine enge Verbindung zwischen den national gesinnten Sozialisten des Hofgeismarer Kreises und den religiösen Sozialisten um Tillich herzustellen. So wurde auch der Anschluss der Jungsozialisten an eher akademisch geprägte, intellektuelle Kreise ermöglicht. Rathmann war in der zweiten Hälfte der 1920er Jahre in Kontakt zum Kulturminister Carl Heinrich Becker, für den er auch eine Denkschrift zur Lage der SPD anfertigte. In dieser sprach Rathmann von einer Krise des deutschen Sozialismus und er äußerte Kritik am Führungsstil der Parteispitze. Über Becker erlangte der preußische Ministerpräsident Otto Braun Kenntnis von Rathmanns Schrift.
Nach 1945 war Rathmann zunächst in der Sozialabteilung der Stahltreuhändervereinigung in Düsseldorf tätig, dann übernahm er die Geschäftsführung der Gesellschaft für soziale Betriebspraxis. Er war weiterhin als Autor tätig, die Wiederbelebung der Sozialistischen Blätter zerschlug sich. Politisch blieb er weiterhin in der SPD organisiert.
Noch zwei Tage vor seinem Tod feierte Rathmann seinen 100. Geburtstag in seinem Haus. Sein Nachlass, bestehend vor allem aus Briefen, Notizen und Manuskripten, wird in der Schleswig-Holsteinischen Landesbibliothek aufbewahrt.

## Schriften
- Ein Arbeiterleben. Erinnerungen an Weimar und danach, Hammer, Wuppertal 1983, ISBN 978-3-87294-213-5.